# Oliver Graham Sutton
Pour les articles homonymes, voir Sutton et Graham Sutton (artiste).
Oliver Graham Sutton, plus connu comme Graham Sutton, (4 février 1903 - 26 mai 1977) est un mathématicien et météorologue gallois, qui se distingue notamment par ses travaux théoriques sur la diffusion atmosphérique, la turbulence de la couche limite et qui dirige le Met Office britannique.

## Biographie
Graham Sutton est né à Cwmcarn, dans le comté de Monmouthshire, et a fait ses études secondaires au Pontywaun Grammar School de 1914 à 1920, puis a poursuivi à l'université d'Aberystwyth où il a obtenu en 1923 son diplôme de premier cycle en mathématique, physique et chimie. Il obtint alors une bourse et étudia au Jesus College d'Oxford où il obtint un BSc en 1925 (dont il fut élu Fellow en 1958).
De 1926 à 1928, il fut conférencier à l'université d'Aberystwyth. Une visite du docteur David Brunt l'aiguilla vers les mathématiques physiques et l'incita à rejoindre le bureau météorologique britannique en tant qu'assistant. Il fut détaché à Shoeburyness pour travailler sur les conditions météorologiques affectant les pratiques de tir au canon, puis transféré à Porton Down. Il y entreprit un projet sur la turbulence atmosphérique et la diffusion qui quantifia l'effet des conditions météorologiques sur la distribution des gaz au niveau du sol, découvertes qui ne pourra être publiées qu'après la guerre. Pendant qu'il travaillait à Porton Down, il fut chargé de la célèbre Opération Vegetarian de 1942 qui impliqua la libération de spores de la maladie du charbon sur l'île Gruinard dans le cadre d'un projet de guerre biologique.
À la fin de la guerre, il fut nommé surintendant principal du Centre de recherche et de développement de radars à Malvern jusqu'en 1947, date à laquelle il fut nommé professeur de mathématiques au Collège militaire royal des sciences de Shrivenham, dans le Wiltshire. Il fut directeur général du Met Office britannique de 1953 à 1965 où il réorganisa le service en mettant une grande emphase sur la recherche météorologique et procéda en 1961 à l'ouverture du quartier-général à Bracknell.
Sutton prit sa retraite 1965 mais servit encore trois ans comme président du Natural Environment Research Council (NERC). Il déménagea ensuite à Sketty Green, près de Swansea, au Pays-de-Galles. Il prit alors intérêt dans les affaires locales et fut même vice-président de l'université d'Aberystwyth.
Sutton est décédé 26 mai 1977.

## Honneurs
Graham Sutton fut membres de plusieurs sociétés savantes et reçu plusieurs honneurs dont, :
- Élu Fellow de la Royal Society en mars 1949 ;
- Reçu l'ordre de l'Empire britannique en 1950 pour ses services scientifiques distingués ;
- Élu président de la Royal Meteorological Society (RMS) de 1953 à 1955 ;
- Anobli (chevalier) en 1955 ;
- Reçu la médaille d'or Symons de la RMS en 1959 ;
- Reçu le prestigieux prix de l'Organisation météorologique internationale de l'Organisation météorologique mondiale en 1968.

En 1958, Sutton fut invité à participer à la conférence de Noël de la Royal Institution. Il publia de nombreux articles et livres scientifiques.